# Contaflex
La Contaflex es una cámara SLR de 35 mm fabricada por Zeiss Ikon, Alemania, desde 1953 hasta 1972.

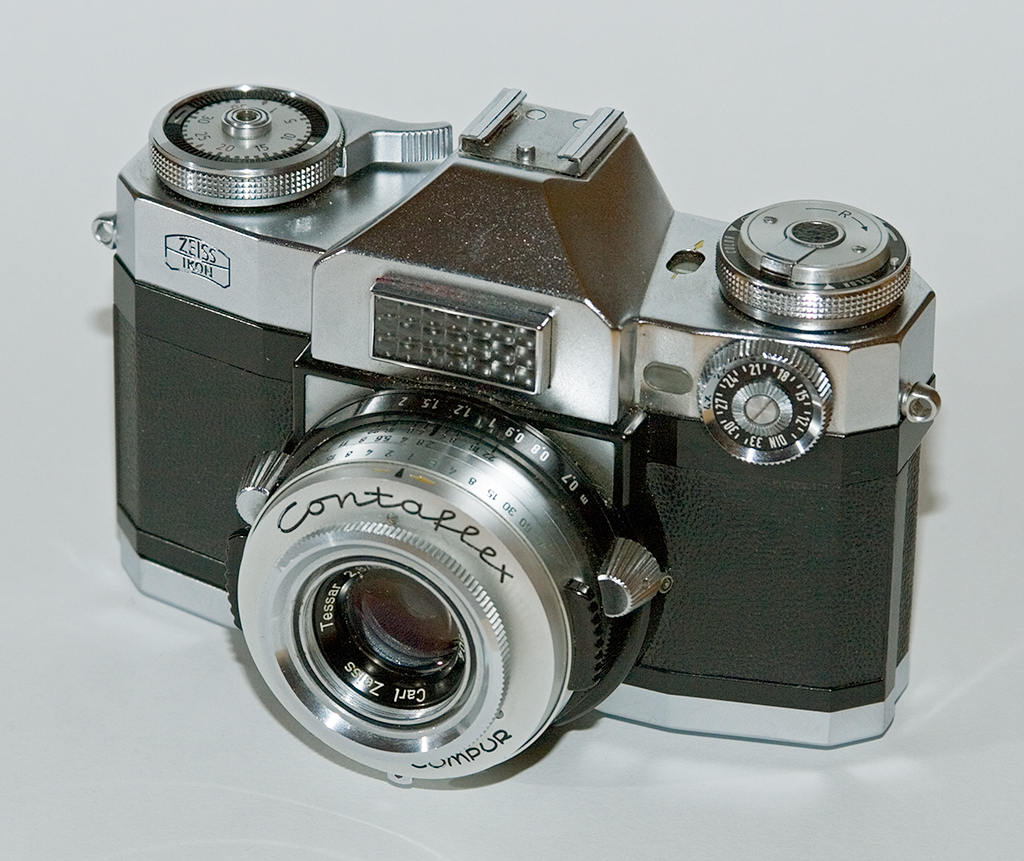
Modelo: Contaflex SUPER

Una característica especial es su bloqueo central, que es inusual en estas cámaras, lo que limita la elección de lentes intercambiables. La primera generación no tenía un medidor de luz incorporado.
Para la lente normal, se ofrecieron las distancias focales de 35 mm, así como 85 y 115 mm, que tienen una conexión de bayoneta.